# Navegació loxodròmica
|  | Per a altres significats, vegeu «navegació (desambiguació)». |

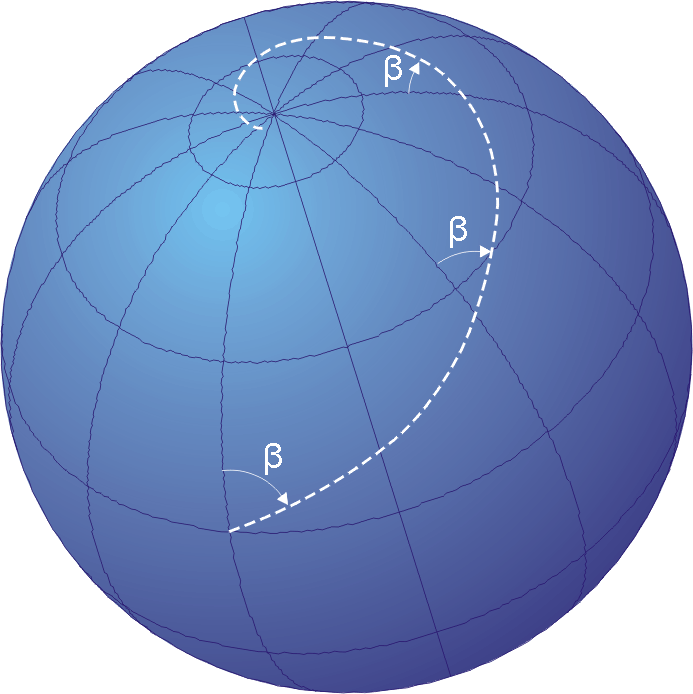
Loxodromia = navegació a rumb constant

La navegació loxodròmica fa referència a la loxodròmia (del grec λοξóς -oblic- i δρóμος -carrera, curs-), és a dir, la corba que sobre la superfície de la Terra segueix un mateix angle a la intersecció de cada meridià, i que serveix per mantenir un rumb constant en navegar.
Quan es navega sobre la superfície esfèrica amb un mateix rumb ({\displaystyle \beta }) a la figura, es descriu una espiral que condueix inexorablement al pol nord per rumbs compresos entre 270° a 090º i al pol sud per rumbs de 090º a 270°. En una carta nàutica traçada amb la projecció de Mercator un rumb loxodròmic apareix com una línia recta.

## Gràfic comparatiu

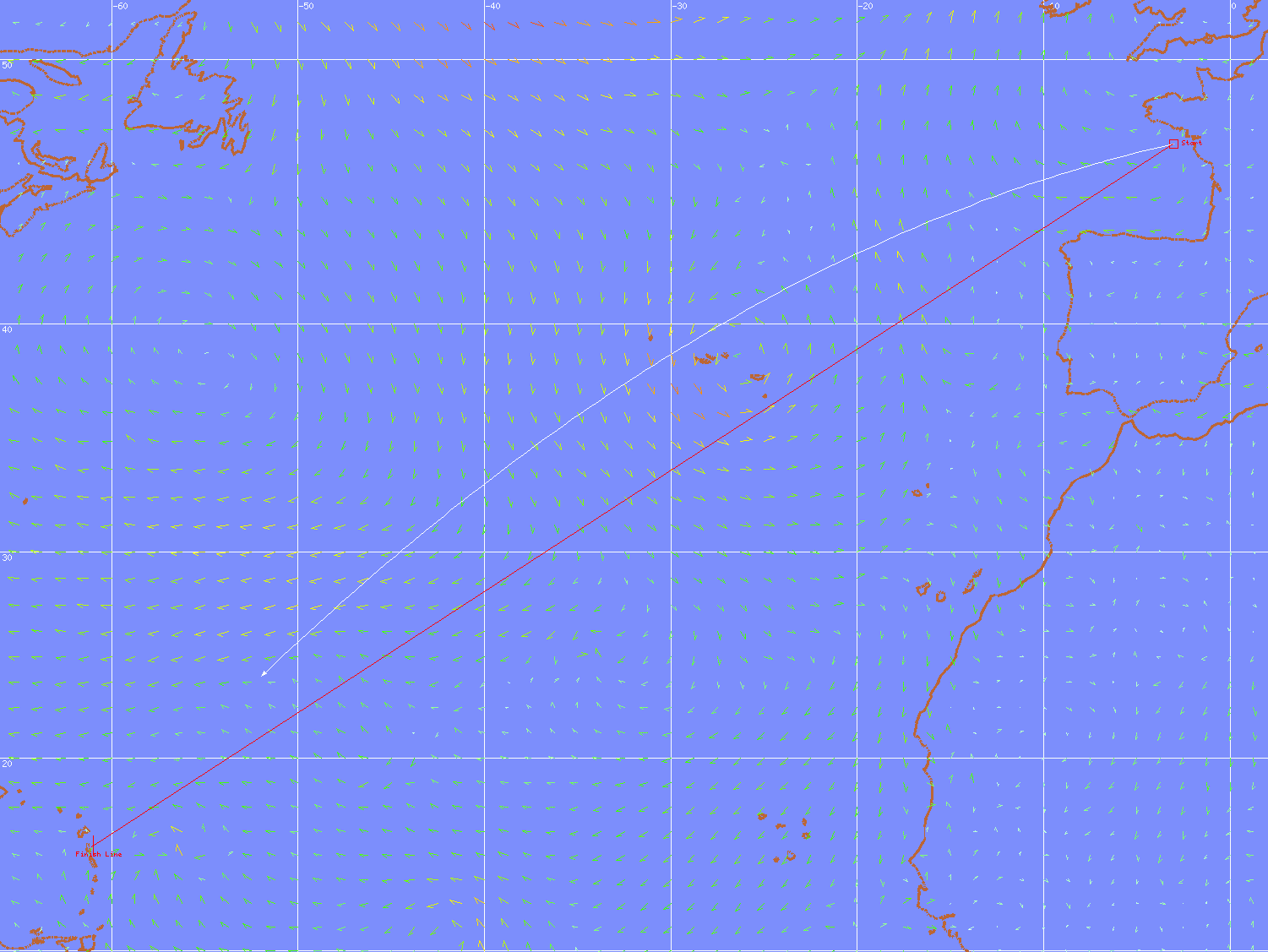
Comparació, del rumb ortodròmic comparat amb el loxodròmic